# Sisymbrium assoanum
Sisymbrium assoanum là một loài thực vật có hoa trong họ Cải. Loài này được Loscos & J.Pardo miêu tả khoa học đầu tiên năm 1863.